# 新高根
新高根（しんたかね）は、千葉県船橋市の地名。住居表示実施済みであり、現行行政地名は新高根一丁目から六丁目。郵便番号274-0814。

## 地理
船橋市の地理的中央部、やや北東寄りに位置する。北で南三咲、東で高根台、南で芝山、西で高根町、北西で緑台・金杉と隣接する。ほとんどすべてが急斜面と低地台地で構成された地形変化が激しい土地であり、主に住宅地として利用されている。東部を海老川水系の高根川が流れる。

### 地価
住宅地の地価は、2014年（平成26年）1月1日の公示地価によれば、新高根5-23-23の地点で11万2000円/m2となっている。

## 歴史
1961年（昭和36年）に新京成電鉄新京成線（現:京成松戸線）高根公団駅が開業したのを契機に宅地化が進行し、人口が急増していたそれまでの高根町の東部を対象として、住居表示の実施に伴い1979年（昭和54年）2月1日付で新しい町名「新高根」が誕生した。

### 地名の由来
高根村が前身。由来は高い土地を意味する「高嶺」が「高根」となったことから。
なお、もともと東部・現在の五丁目あたりには「高根木戸」と呼ばれていた集落があった。

## 世帯数と人口
2017年（平成29年）11月1日現在の世帯数と人口は以下の通りである。
| 丁目         | 世帯数    | 人口    |
| ------------ | --------- | ------- |
| 新高根一丁目 | 740世帯   | 1,922人 |
| 新高根二丁目 | 698世帯   | 1,684人 |
| 新高根三丁目 | 737世帯   | 1,616人 |
| 新高根四丁目 | 541世帯   | 1,132人 |
| 新高根五丁目 | 761世帯   | 1,517人 |
| 新高根六丁目 | 913世帯   | 2,051人 |
| 計           | 4,390世帯 | 9,922人 |

## 小・中学校の学区
市立小・中学校に通う場合、学区は以下の通りとなる。
| 丁目         | 番地     | 小学校               | 中学校             |
| ------------ | -------- | -------------------- | ------------------ |
| 新高根一丁目 | 1～25番  | 船橋市立高根東小学校 | 船橋市立高根中学校 |
| 新高根一丁目 | 26・27番 | 船橋市立高根小学校   | 船橋市立高根中学校 |
| 新高根二丁目 | 1～4番   | 船橋市立高根小学校   | 船橋市立高根中学校 |
| 新高根二丁目 | 5～29番  | 船橋市立高根東小学校 | 船橋市立高根中学校 |
| 新高根三丁目 | 全域     | 船橋市立高根東小学校 | 船橋市立高根中学校 |
| 新高根四丁目 | 全域     | 船橋市立高根東小学校 | 船橋市立高根中学校 |
| 新高根五丁目 | 全域     | 船橋市立高根東小学校 | 船橋市立高根中学校 |
| 新高根六丁目 | 全域     | 船橋市立高根東小学校 | 船橋市立高根中学校 |

## 交通
- 京成電鉄松戸線が通るが駅はなく、東側に隣接する高根台におかれた高根公団駅が利用される。

## 施設
- 船橋市立高根東小学校（1丁目）
- 船橋市立高根中学校（1丁目）
- 千葉興業銀行（2丁目）
- 杉の子保育園（3丁目）
- 船橋市立高根保育園（4丁目）
- 船橋さくらテニス（4丁目）